# Тернер, Эйми (австралийская регбистка)
Эйми Джастин Десма Тернер OAM (англ. Amy Justine Desma Turner, родилась 25 марта 1984 года) — австралийская полупрофессиональная регбистка маорийского происхождения, выступающая на позиции защитницы за женскую сборную Австралии по регби-7. Олимпийская чемпионка по регби-7 2016 года.

## Карьера игрока
Эйми Тернер родилась в новозеландском городе Токороа, выступала за сборные Новой Зеландии по тач-футболу и по регби-7 (команда новозеландских маори). На клубном уровне представляет любительскую команду «Саннибэнк». В сборную Австралии по регби-7 впервые вызвана на этап Мировой серии 2012/2013 в Хьюстоне. Участвовала в этапах по регби-7 в Дубае и Сан-Паулу в Мировой серии 2013/2014, в мае 2015 года в составе австралийской сборной выиграла Лондонской этап Мировой серии 2014/2015. Участница чемпионата мира 2014 года в составе сборной Австралии, отметилась попыткой. В Мировой серии 2015/2016 выступала в первых трёх этапах в Дубае, Сан-Паулу и Атланте. Представляет штат Квинсленд в австралийском первенстве штатов.
В 2016 году Эйми Тернер вошла в заявку сборной Австралии по регби-7 на Олимпийские игры в Рио-де-Жанейро (игровой номер 9). На турнире Тернер занесла попытку в матче против сборной Колумбии. Австралийская команда победила новозеландок в финале и завоевала олимпийское золото в этом виде спорта. Как олимпийская чемпионка, 26 января 2017 года в День Австралии Тернер была награждена Медалью Ордена Австралии.
Играет в настоящее время за женскую команду регбилиг-клуба «Брисбен Бронкоз» в Национальной регбийной лиге.

## Личная жизнь
По происхождению Эйми Тернер — маори из иви (племени) таинуи.